# Рам-Зет
Рам-Zet е траш и блек метъл група в Норвегия, изпълняваща авангарден метъл.
Сформирана е в Норвегия през 1998 година. Основоположник на групата е певецът и китарист Зет. Към него се присъединяват барабанистът Кич и басистът Солем.

## Дискография
- Pure Therapy CD (2000, Spikefarm; Century Media Records)
- Escape CD (2002, Spikefarm)
- Intra CD (2005, Tabu Records)
- Neutralized CD (2009, Ascendance Records)